# フラ・ドルチーノ

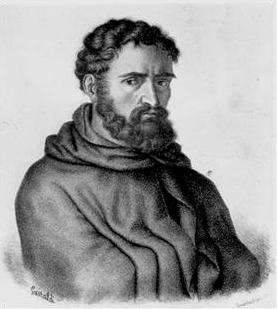
フラ・ドルチーノのリトグラフ

フラ・ドルチーノ（Fra Dolcino、1250年 - 1307年）は、14世紀のイタリアの宗教指導者。キリスト教異端派『ドルチーノ派』の教祖である。
ノヴァーラ司教区で聖職者の私生児として生まれ育ち、頭が良かったことからフランチェスコ会の修練士となり神学的教養を身につけたが、司祭の金品を盗んで東方に逃げトレントに身を落ち着けた。
そこで1300年、異端のかどで処刑されたジェラルド・セガレリが創設した使徒兄弟団（教会からは偽使徒派と呼ばれた）の指導者となり市で説教をはじめ貴族の血を引く美女マルガリータを妻とする（使徒兄弟団は主義、主張、思想が変化したためこれから便宜上、ドルチーノ派と呼ばれる）。
トレントの司教は彼を追放したため千人以上の信徒引き連れ故郷、ノヴァーラに向かった。道中で、ヴァルド派などの異端各派を糾合して信徒数は数千人に達した。ヴェルチェッリの貴族同士の争いに便乗しノヴァーラ近郊の山に陣取ると、独自の終末論から人類の歴史を4段階に分け最終的にドルチーノが人類の導き手になると記したマニフェストを出した。
教皇は、諸侯、騎士に呼びかけ討伐用の十字軍を派遣した。激しい戦いののち信徒の多くは山上で殺戮された。
ドルチーノとその妻マルゲリータ、側近たちは捕えられ、1307年6月ヴェルチェッリで市中引き回しののち火刑にされた。まずマルゲリータが火刑にされた後、ドルチーノは拷問され火刑になったが最後まで屈服しなかった。